# Michihiko Kano

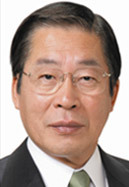
Michihiko Kano

Michihiko Kano (jap. 鹿野 道彦, Kano Michihiko; * 24. Januar 1942 in Yamagata, Präfektur Yamagata; † 21. Oktober 2021) war ein japanischer Politiker der Demokratischen Partei (DPJ). Er war bis 2012 Abgeordneter des Shūgiin, des Unterhauses, für den 1. Wahlkreis Yamagata und von September 2010 bis Juni 2012 Minister für Landwirtschaft, Forsten und Fischerei in den Kabinetten Kan, 1. Umbildung, 2. Umbildung, Noda und 1. Umbildung.

## Leben
Kano, Absolvent der Gakushūin-Universität, arbeitete als Sekretär für seinen Vater Hikokichi, Shūgiin-Abgeordneter der Liberaldemokratischen Partei (LDP) für den damaligen Viermandatswahlkreis Yamagata 1. Nachdem sein Vater bei der Shūgiin-Wahl 1972 nur den fünfthöchsten Stimmenanteil erzielt hatte, versuchte Michiko Kano 1976 als LDP-Kandidat den Sitz seines Vaters zurückzugewinnen. Mit rund 7.000 Stimmen Vorsprung vor dem ehemaligen Kabinettssekretär Yasumi Kurogane (LDP, Ōhira-Faktion) erreichte er Platz vier und wurde für die erste von bisher elf Legislaturperioden als Abgeordneter gewählt. In der LDP schloss er sich der Fukuda-Faktion an.
1981 wurde Kano Parlamentarischer Staatssekretär (seimujikan) im Verkehrsministerium, 1986 Vorsitzender des Shūgiin-Verkehrsausschusses. Erstmals Minister wurde er 1989 als Landwirtschaftsminister im ersten Kabinett Kaifu, drei Jahre später, 1992, berief ihn Kiichi Miyazawa als Leiter der Behörde für allgemeine Angelegenheiten in sein Kabinett. Beim erstmaligen LDP-Machtverlust 1993 blieb Kano zunächst in der Partei und verließ die LDP erst 1994 nach dem Rücktritt des Kabinetts Hosokawa. Er gründete mit vier weiteren Abgeordneten die Shintō Mirai (新党みらい, „Neue Partei Zukunft“), die bereits im Dezember 1994 in der Neuen Fortschrittspartei (NFP) aufging. Dort kandidierte er im Dezember 1997 gegen Ichirō Ozawa für den Parteivorsitz, unterlag aber mit 230 zu 182 Stimmen. Kurz darauf beschlossen die NFP-Abgeordneten die Auflösung der Partei zum Jahresende.
Kano war anschließend Vorsitzender der Kokumin no Koe („Stimme des Volkes“). Sie kooperierte im Parlament mit weiteren NFP-Nachfolgeparteien ohne Ozawa, die sich noch im Januar 1998 zur Minseitō zusammenschlossen und schließlich im April desselben Jahres in der Demokratischen Partei aufgingen. Dort war er 1999 Vorsitzender des Ausschusses für Parlamentsangelegenheiten, danach 1999 Vorsitzender des Forschungsausschusses für die Verfassung und Vizevorsitzender (fuku-daihyō) der Partei. Nach einem Skandal um einen ehemaligen Sekretär trat er 2002 aus der Partei aus.
2003 verlor Kano – inzwischen wieder in die Demokratische Partei zurückgekehrt – seinen Wahlkreis an Toshiaki Endō (LDP), blieb aber über den Verhältniswahlblock Tōhoku Abgeordneter; beim LDP-Erdrutschsieg in der Wahl von 2005 verpasste er mit einem noch schlechteren Wahlkreisergebnis auch die Wiederwahl über die Verhältniswahlliste. Beim demokratischen Wahlsieg 2009 konnte Kano Andō knapp um rund 1.300 Stimmen schlagen, kehrte ins Shūgiin zurück und wurde anschließend Vorsitzender des Haushaltsausschusses. Ein Jahr später berief ihn Naoto Kan als Landwirtschaftsminister in sein Kabinett. Da er in diesem Amt auch für den Walfang zuständig war, wurde er 2011 im Zusammenhang mit dem durch Aktionen der Sea Shepherd Conservation Society erzwungenen Abbruch der Walfangsaison in internationalen Medien erwähnt. Yoshihiko Noda übernahm ihn als einzigen Minister mit eigenem Ministerium in sein Kabinett. Bei seiner zweiten Kabinettsumbildung im Juni 2012 verlor er diesen Posten wieder.
Bei der Shūgiin-Wahl 2012 verlor er seinen Wahlkreis erneut an Toshiaki Endō und verfehlte auch knapp die Wiederwahl im Verhältniswahlblock.
Bei der Sangiin-Wahl 2013 versuchte Kano im nationalen Verhältniswahlkreis einen Wechsel ins Oberhaus, erreichte aber mit 82.404 Stimmen landesweit nur den 13. Platz auf der Liste der Demokraten, die nur sieben Verhältniswahlsitze gewannen. Er erklärte anschließend seinen Rückzug aus der Politik.